# میلتون ویلیام کوپر
میلتون ویلیام بیل کوپر (به انگلیسی: Milton William Bill Cooper) نظریه‌پردازِ تئوری توطئه و گوینده رادیو آمریکایی‌ بود که بیشتر به عنوان نویسنده کتاب «اسب رنگ پریده را بنگر» شناخته می‌شود. او نسبت به توطئه‌ های جهانی که از پیش برنامه‌ریزی شده‌اند دست به افشاگری می‌زد. او معتقد بود که ابرقدرت‌ها و سازمان‌های مخفی با موجودات فرازمینی در ارتباط اند. کوپر همچنین بیماری ایدز (ویروس اچ‌آی‌وی) را فاجعه‌ای ساخت دست بشر می‌دانست که قرار بوده‌است سیاه پوستان، هیسپانیک‌ها و همجنسگرایان را هدف بگیرد.
به عقیده کوپر راه درمانی برای  ویروس اچ‌آی‌وی قبل از اینکه بر روی انسان‌ها و جانوران آزمایش شود آماده شده بود تا در صورت لزوم اثرات ویروس را خنثی کند. می‌توان کوپر را جزو نظریه پردازان شبه نظامی دانست. وی در نوامبر سال ۲۰۰۱، به ضرب گلوله پلیس ایالت آریزونا کشته شد.

## خانواده و حرفه
ویلیام فرزند سرهنگ دوم نیروی هوایی آمریکا «میلتون ونس کوپر» و همسرش «نیه وودساید» بود. ویلیام کوپر در نیروی هوایی و نیروی دریایی و حفاظت اطلاعات نیروی دریایی آمریکا فعالیت داشته‌است که در سال ۱۹۷۵ از تمامی سمت‌های خود برکنار شده‌است. ولی تنها سوابقی از او بجا مانده که نشان می‌دهد بعنوان مهناوی سوم در نیروی دریایی آمریکا عضو بوده و به ویتنام اعزام شده و دو مدال افتخار نیز دارد. وی ادعاهای خود علیه دولت آمریکا را از سال ۱۹۸۸ میلادی و در سن ۴۵ سالگی آغاز کرد. سپس برای رساندن صدای خود به مردم از سال ۱۹۹۱ تا ۲۰۰۱ دارای یک ایستگاه رادیویی بود و از خانهٔ کوچک خود در شهری کوچک و دورافتاده ایگار در ایالت آریزونا در ۱۵ کیلومتری مرز ایالت نیومکزیکو به ساختن برنامه رادیویی علیه دولت آمریکا و افشاگری مشغول بود.

## اسب رنگ‌پریده را بنگر
کوپر در سال ۱۹۹۱ کتابی با عنوان «اسب رنگ پریده را بنگر» (به انگلیسی: Behold a Pale Horse) منتشر کرده بود. عبارت "اسب رنگ پریده" اشاره به یکی از اسبان چهار سوار آخرالزمان می‌باشد. این کتاب در میان هواداران مسائل مربوط به موجودات فرازمینی همه‌گیر شده بود. براساس گفته‌های روانشناس «پال گیلروی»، ویلیام کوپر دربارهٔ نحوهٔ قتل جان اف کندی دچار شک و تردید شده بود و قتل او را کار انجمن‌های مخفی آمریکا می‌دانست. او دربارهٔ مسائل کنترل آمریکا به دست انجمن‌های مخفی، یک عصر یخبندان در آینده، و جنگ‌های آینده که انجمن‌های فراماسونی برنامه‌ریزی کرده‌اند پرداخت. مایکل بارکان دانشمند علوم سیاسی، او را یکی از پر رمز و رازترین نظریه‌پردازان توطئه و همچنین از جملهٔ تأثیرگذارترین‌ها خطاب کرد.
در کتاب اسب رنگ‌پریده را بنگر، ویلیام کوپر عنوان کرده‌است که ویروس اچ‌آی‌وی ساختهٔ دست بشر و حاصل یک توطئه برای کاهش جمعیت سیاه‌پوستان، هیسپانیک‌ها و همجنس‌گرایان است. در سال ۲۰۰۰ وزیر بهداشت آفریقای جنوبی بخاطر انتشار مقالات کوپر در آفریقای جنوبی در رابطه با منشأ انسانی ایدز، مورد انتقاد قرار گرفت.

## مرگ
طبق گفتهٔ رسانه‌های آمریکایی در ۵ نوامبر ۲۰۰۱ پلیس شهرستان آپاچی، آریزونا با حکم دستگیری به در خانهٔ ویلیام کوپر آمد و به جرم درگیری با همسایگان از او خواست تا به اداره پلیس بیاید؛ ولی ویلیام کوپر مقاومت نشان داده و با سلاح شخصی خود که در خانه داشت، به سر یک افسر پلیس شلیک کرد و او را کشت. درگیری بین افسران دیگر و کوپر ادامه پیدا می‌کند و کوپر در این درگیری کشته می‌شود. مقامات آمریکایی می‌گویند که کوپر از سال ۱۹۹۸ تا زمان مرگش در سال ۲۰۰۱ درگیر حکم قضایی دادگستری آمریکا بوده‌است و طبق گفتهٔ سخنگوی سرویس مارشال‌های ایالات متحده، ویلیام کوپر گفته بود: «سوگند می‌خورم هرگز اجازه ندهم که مرا زنده دستگیر کنید!»

## کتابها
- اسب رنگ پریده را بنگر